# Altötting
Altötting je město v německém Bavorsku, hlavní město zemského okresu Altötting, známé poutní místo.
Toto malé město je známé jako poutní místo, především svou Milostnou kaplí (německy „Gnadenkapelle“), s raně gotickou zázračnou soškou černé madony, která je jednou z nejnavštěvovanějších svatyní v Německu.

## Městské části
Altötting má 40 městských částí:
| - Aicher - Aigner - Altötting - Auffang - Baumanngütl - Beck - Berrgütl - Brandmaiergütl - Dürschl - Feldhütter | - Geisberg - Giglhub - Graming - Harrer am Holz - Hilger - Holzaich - Klausen - Kraft - Kronzagl - Lehner | - Loder - Loha - Marienfeld - Oberholzhausen - Oberschlottham - Pichl - Rechlgütl - Schmalgütl - Schmidhub - Schmied in Lindach | - Schneideraich - Schneiderwimm - Schneidlehen - Seidlgütl - Stadel - Staudham - Unterholzhausen - Unterschlottham - Wallner an der Osterwies - Wasserwimm |

## Historie

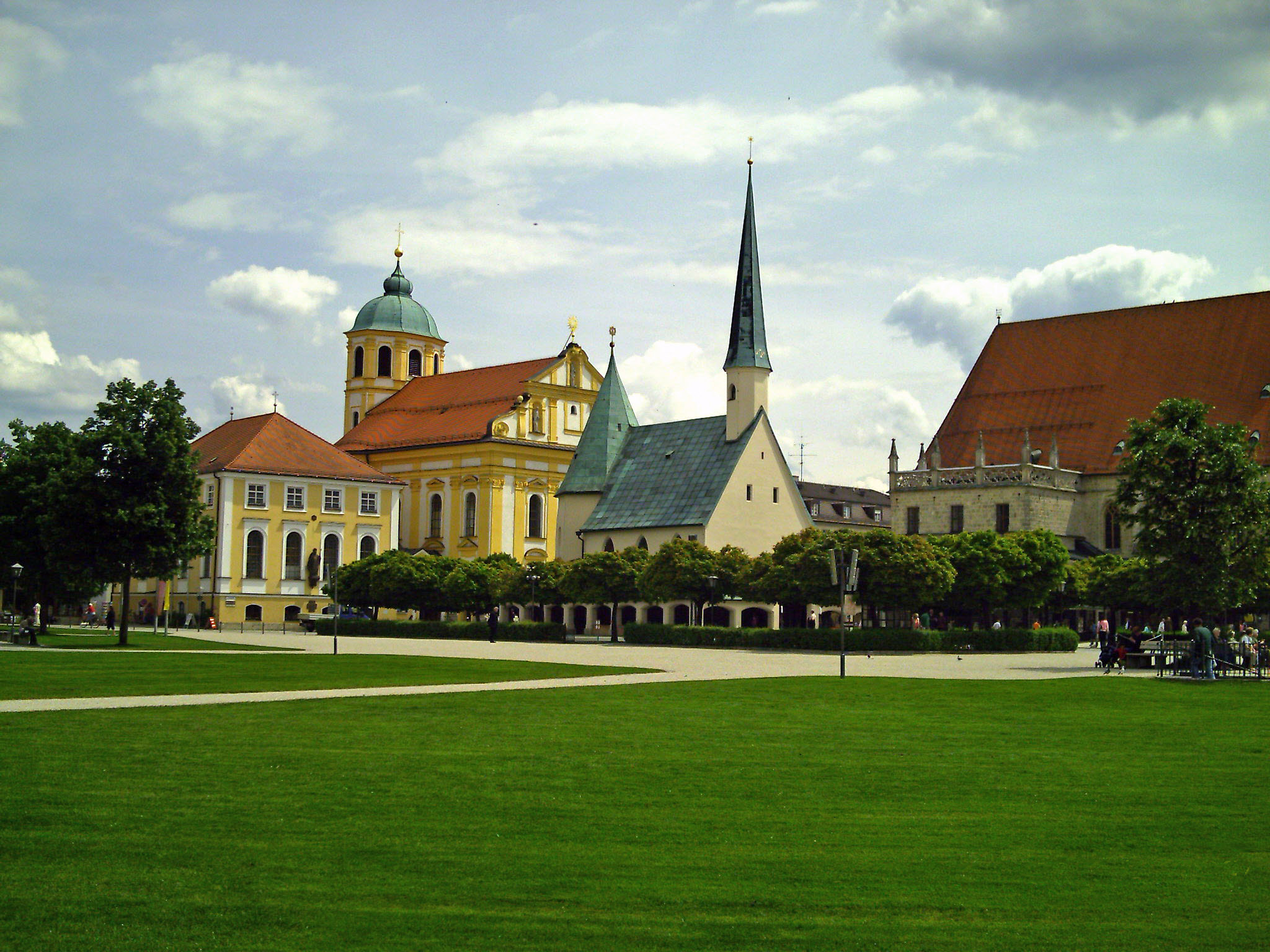
Poutní centrumː Mariánská kaple, kostel sv. Maří Magdalény a kostel sv. Anny

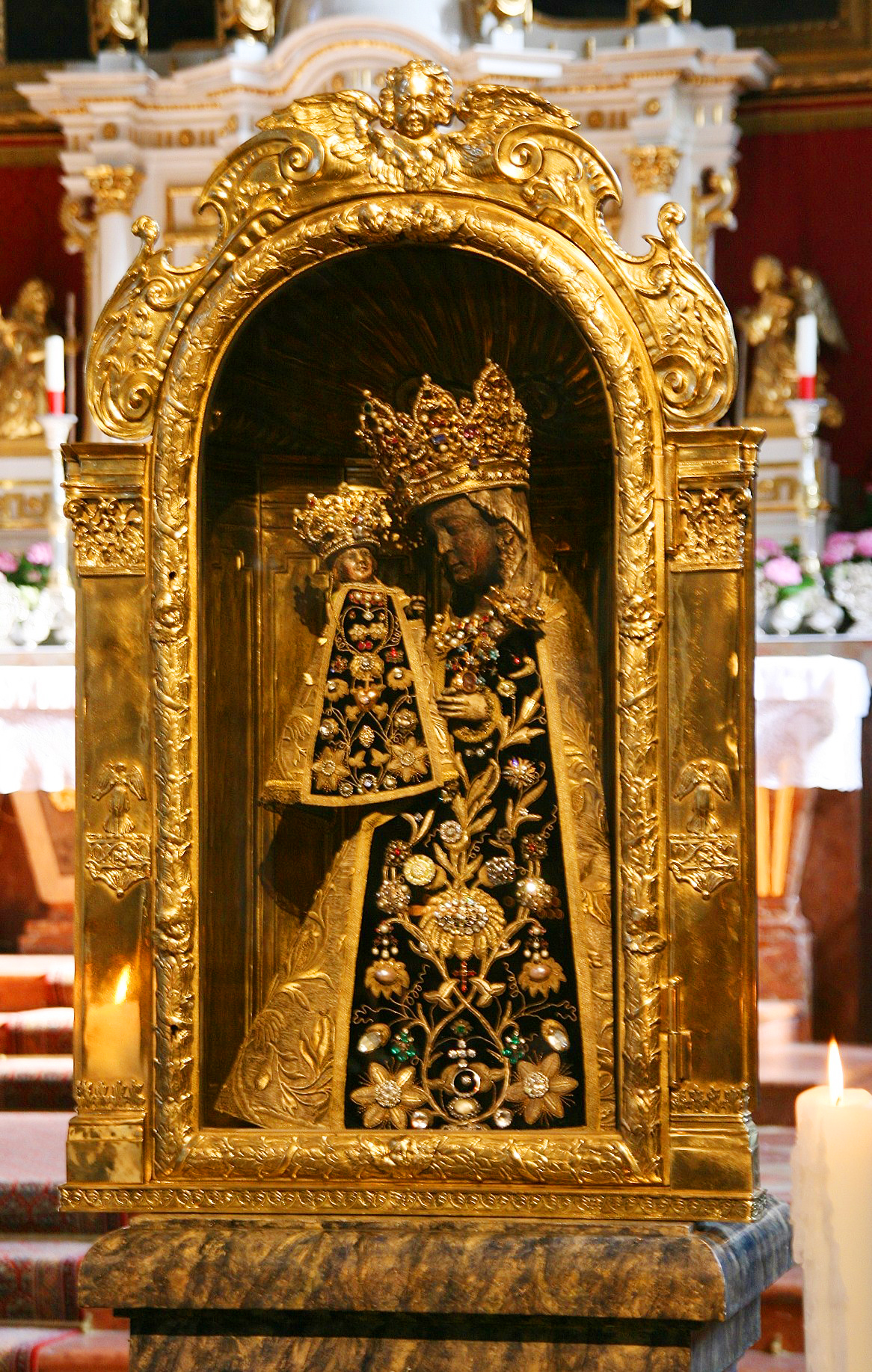
Poutní soška černé madony

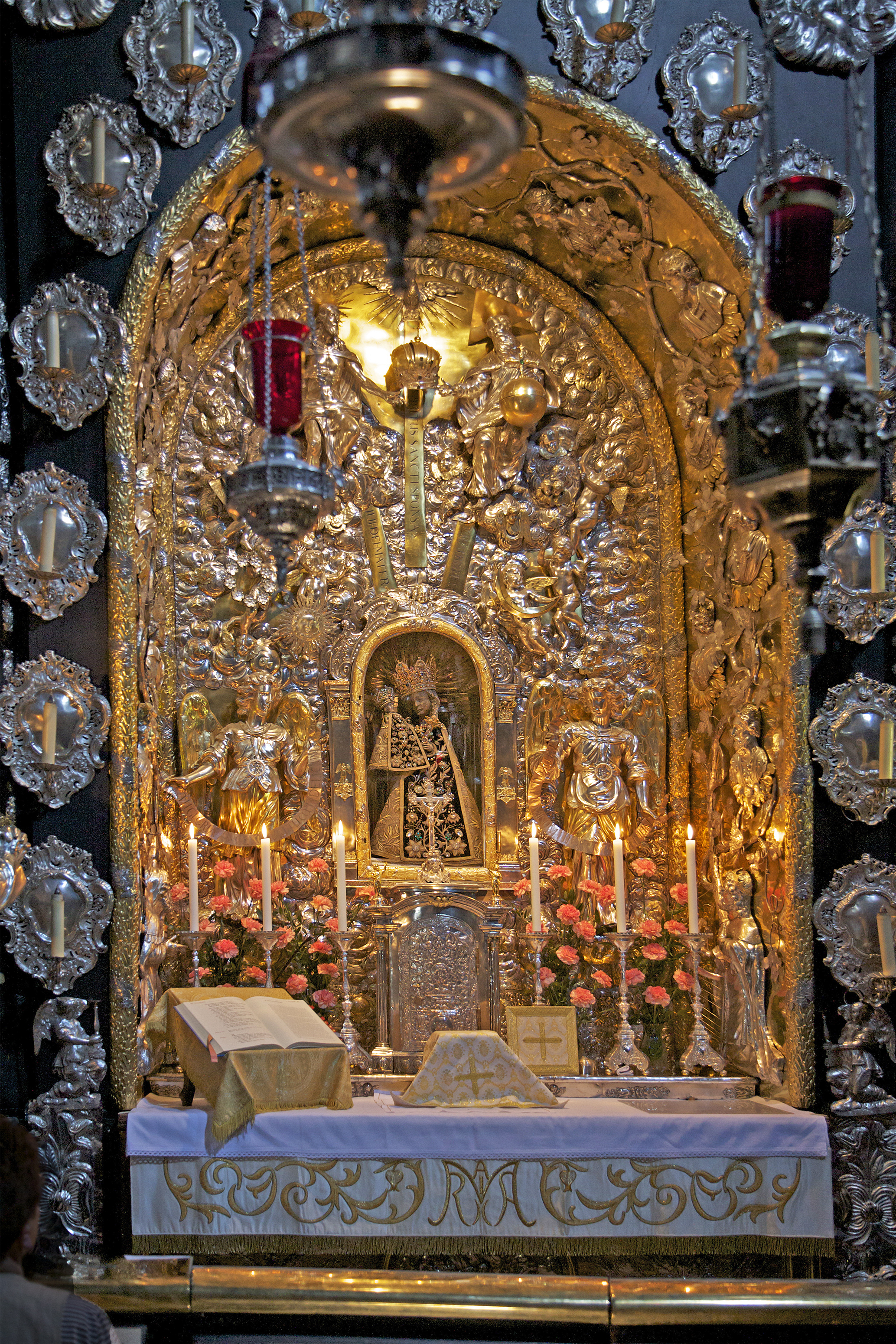
Stříbrný oltář s černou madonou

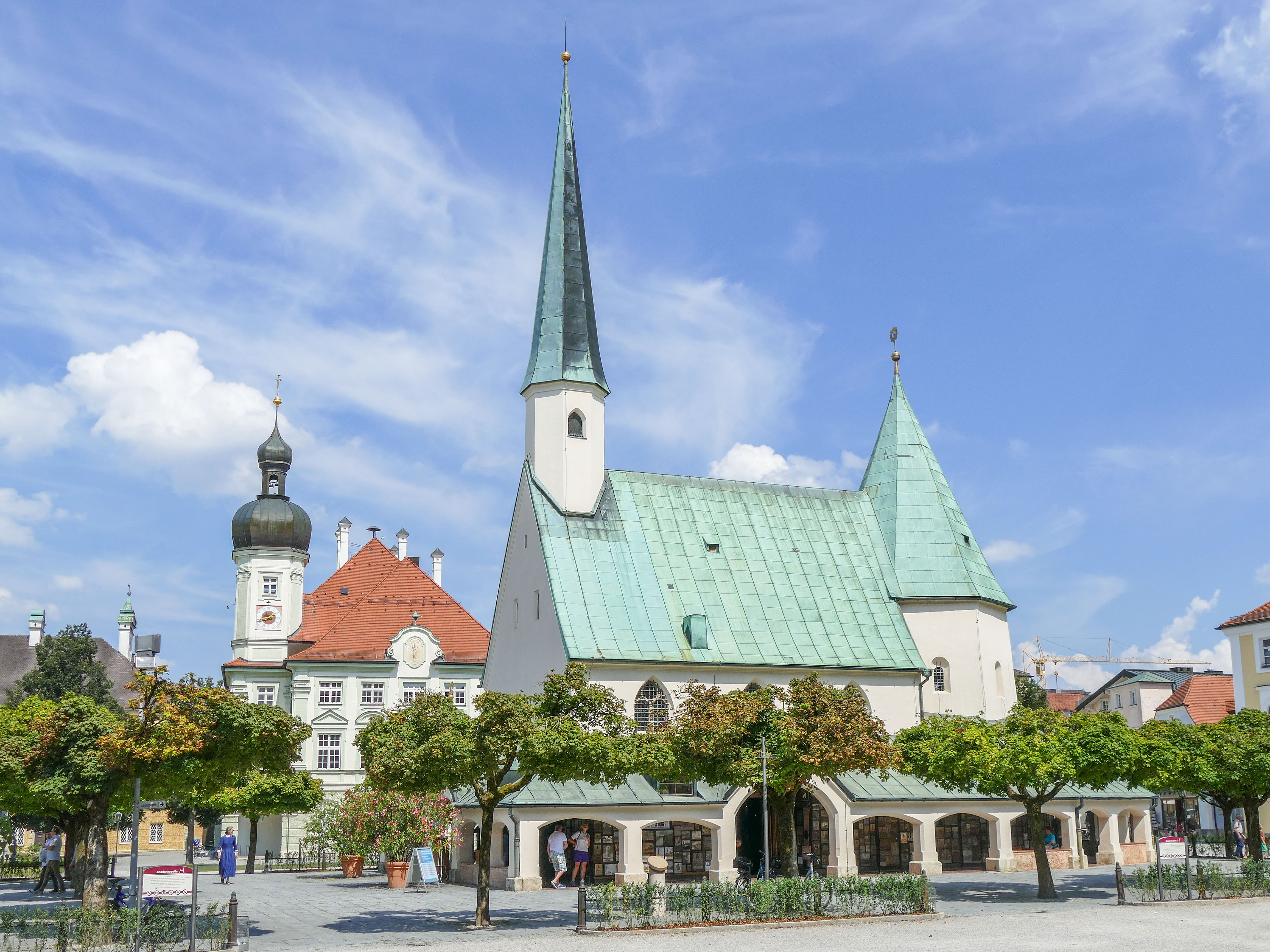
Milostná mariánská kaple a radnice

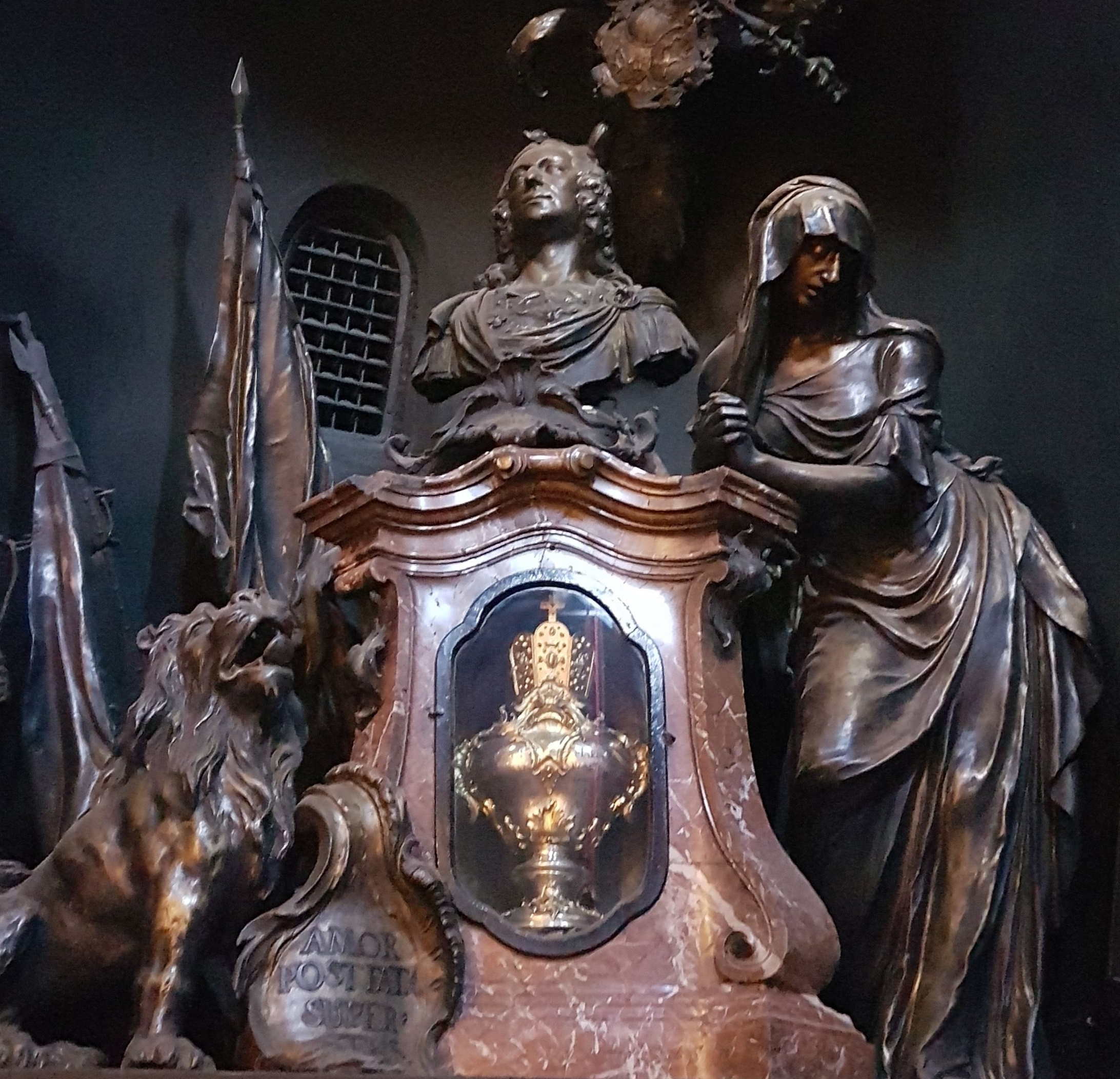
Srdce císaře Karla VII. ve stříbrné urně (1745)

Místo bylo osídleno od starověku, postupně Kelty, Římany a Bajúwary. Roku 748 byla založena falc bavorských knížat rodu Agilolfingů, po čtyřiceti letech přestavěná na karolinskou falc s kaplí. První klášter zde založil bavorský kníže a východofranský král Karloman v letech 876/877 a v jeho bazilice byl podle svého přání pohřben. V roce 907 klášter s kostelem vyvrátili Maďaři. Jejich pustošení přežil jen oktogon křestní kaple, který posloužil pro stavbu poutní mariánské kaple a uctívání sošky černé Matky Boží.  
V roce 1228 bavorský vévoda Ludvík Kelheimer z rodu Wittelsbachů založil klášter regulovaných kanovníků, později kolegiátní. Solná stezka po přesunutí trasy z Benátek do Norimberka na začátku 13. století a blíže podél řeky Inn zvedla obchodní význam vsí na trase a Wittelsbachové udělili Neuöttingu městská a mincovní práva. V roce 1489 se objevily zprávy o dvou zázracích vyléčení věřících v Altöttingu a v letech 1499–1511 byl na místě románského kostela postaven gotický kolegiátní kostel. Altötting se stal jedním z nejvýznamnějších středoevropských poutních míst své doby. Politicky však neměl ani samostatnou správu a soud sídlil v Neuöttingu. Barokní pouti za Černou madonou se značně rozšířily v době protireformace. Kromě běžných věřících je podnikala také šlechta, panovníci Svaté říše římské a členové jejich rodin. Po uložení stříbrné nádoby se srdcem císaře Karla Albrechta Bavorského do oltáře v roce 1745 se kaple zařadila mezi královská pohřebiště.
Po sekularizaci kláštera regulovaných kanovníků v roce 1803 se Altötting stal venkovskou komunitou, v roce 1845 byl povýšen na tržní ves a v roce 1898 na město. Železniční trať Mühldorf–Burghausen sem od roku 1897 přivedla v první polovině 20. století více poutníků a další cestovní ruch. Po svatořečení bratra laika Konráda z Parzhamu z Kapucínské brány v Altöttingu v roce 1934 získal Altötting druhé poutní místo u kapucínů. Před koncem druhé světové války, 28. dubna 1945 zastřelilo komando SS na nádvoří tehdejšího okresního úřadu pět občanů, bojovali proti nacistům, jejich památník byl rozšířen na kapli.
V současnosti je město Altötting centrem poutí a turistického ruchu. Kříží se zde Svatojakubská cesta (vedoucí z Čech přes Plzeň) s Mariánskou poutní cestou. Statistiky uvádějí počet kolem 1 milionu poutníků ročně.

## Památky

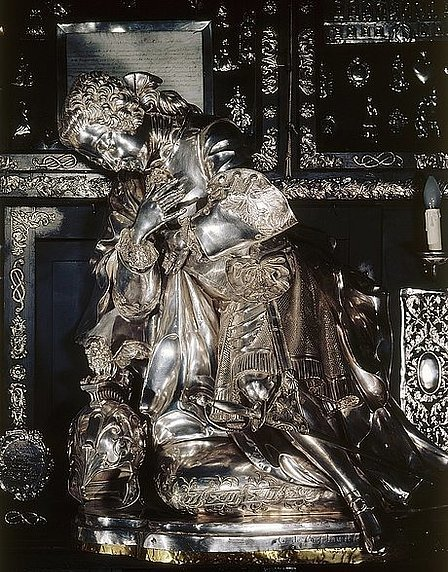
Socha kurfiřta Maxmiliána III. Josefa, zvaná Stříbrný princ, Guillielmus de Grof, Brusel 1737

- Milostná Mariánská kaple (Gnadenkapelle) – má byzantský oktogon (vysoký osmiboký závěr s jehlancovou střechou), gotickou loď se sanktusovou vížkou a pozdější přístavby barokních ochozů s votivními památkami; korunovaná socha Černé Madony ze 13. století je vsazena do raně barokního stříbrného oltáře; stříbrnou sochu svého tehdy 13letého syna, později bavorského kurfiřta Maxmiliána III. Josefa daroval do kaple císař Karel VII. Bavorský roku 1737
- kapucínský kostel sv. Maří Magdalény – barokní halová stavba s bohatým vnitřním vybavením
- bývalý kolegiátní kostel sv. Anny – barokní stavba
- radnice
- Marienbrunnen – barokní kašna se sochou Panny Marie
- kostel sv. Konráda z Parzhamu

## Partnerská města
- Loreto, Itálie
- Lurdy, Francie
- Mariazell, Rakousko
- Ourém, Portugalsko

## Slavní rodáci
- Ludvík Dítě (893–911), franský král
- Siegmund von Pranckh (1821–1888), pruský generál a ministr války
- Konrád z Parzhamu (1818–1894), bratr laik řádu kapucínů, svatořečený roku 1934